# Jan Wu Wenyin
Jan Wu Wenyin (chiń. 武文印若望) (ur. 1850 r. w Dong’ertou, Hebei w Chinach – zm. 8 lipca 1900 r. tamże) – święty Kościoła katolickiego, męczennik.
Jan Wu Wenyin urodził się w katolickej rodzinie w Dong’ertou w powiecie Yongnian, prowincja Hebei. Przez wiele lat był naczelnikiem wsi.
Podczas powstania bokserów doszło w Chinach do prześladowań chrześcijan. Męczeństwo Jana Wu Wenyin zostało poprzedzone atakiem powstańców na jego wioskę 5 lipca 1900 r. Połączone siły chrześcijan i nie-chrześcijan odrzuciły ich. Mimo to następnego dnia Jan Wu został aresztowany i zabrany do sądu. Był torturowany, a następnie został powieszony.
Dzień jego wspomnienia to 9 lipca (w grupie 120 męczenników chińskich).
Został beatyfikowany 17 kwietnia 1955 r. przez Piusa XII w grupie Leon Mangin i 55 Towarzyszy. Kanonizowany w grupie 120 męczenników chińskich 1 października 2000 r. przez Jana Pawła II.